# عصرحجر و دبلیودبلیوئی: عصر حجر اسمک‌داون
عصرحجر و دبلیودبلیوئی: عصر حجر اسمک‌داون (انگلیسی: The Flintstones & WWE: Stone Age SmackDown!) یک فیلم در ژانر پویانمایی است که در سال ۲۰۱۵ منتشر شد. جف برگمن، کوین مایکل ریچاردسون، جان سینا، ری‌میستریو، آندرتیکر و سی‌ام پانک از صداگذاران این پویانمایی بودند.